# Hercostomus ponderosus
Hercostomus ponderosus är en tvåvingeart som beskrevs av Frey 1958. Hercostomus ponderosus ingår i släktet Hercostomus och familjen styltflugor. Inga underarter finns listade i Catalogue of Life.